# 黒岩森之助
黒岩 森之助（くろいわ もりのすけ、1801年〈寛政13年〉 - 没年不明）は、上野国邑楽郡（現在の群馬県館林市）出身で伊勢ノ海部屋に所属した大相撲力士。江戸時代天保年間に活躍した長州藩お抱えの小兵人気力士。最高位は関脇。
香蝶楼豊国（歌川国貞）によって描かれた、鳥井崎与助と共に並んだ浮世絵が現存している。

## 略歴
- 1817年（文化14年）10月場所：初土俵を踏む（新序）
- 1830年（文政13年）3月場所：新入幕を果たす
- 1835年（天保6年）11月場所：小結に昇進
- 1837年（天保8年）2月場所：関脇に昇進
- 1840年（天保11年）10月場所：引退。
- 1842年?、1843年?：年寄・春日山襲名

## 主な成績
- 通算成績：99勝42敗70休25分5預1無（27場所）
- 幕内成績：71勝30敗70休23分3預1無（21場所）
- 各段優勝：優勝相当成績3回